# Geoffrey Holmes
Geoffrey Holmes (Toronto, 19 febbraio 1894 – Woking, 7 maggio 1964) è stato un hockeista su ghiaccio britannico.

## Palmarès

### Olimpiadi invernali
- Bronzo a Chamonix-Mont-Blanc 1924 nell'hockey su ghiaccio.